# Lešť
Lešť ist ein Truppenübungsplatz und Militärgelände und der Name der ehemaligen Gemeinde im Okres Zvolen, Mittelslowakei. Lešť ist neben Valaškovce und Záhorie eines von drei Militärgebieten in der Slowakei.
Das Gebiet liegt im Nordost-Teil der Krupinská planina und Südteil des Gebirges Javorie und umfasst 145,59 km². Es befindet sich etwa 30 km südsüdöstlich von Zvolen.
Die ehemalige Gemeinde Lešť (ungarisch Lest) wurde im Mittelalter gegründet und zum ersten Mal 1573 erwähnt. 1828 hatte sie 119 Häuser und 788 Einwohner. 1950 wurde das heutige Militärgelände gegründet und ein Jahr später die Gemeinden Lešť und Turie Pole (ungarisch Túrmező), die dort lagen, geräumt. Im Zeitraum 1969–1991 (siehe Normalisierung (Tschechoslowakei)) waren sowjetische Truppen auf dem Militärgebiet stationiert.

## Bevölkerung
| Jahr                | 1994 | 2004     | 2014     | 2024     |
| ------------------- | ---- | -------- | -------- | -------- |
| Anzahl der Personen | 213  | 158      | 97       | 28       |
| Unterschied         |      | −25,82 % | −38,60 % | −71,13 % |

| Jahr                | 2023 | 2024    |
| ------------------- | ---- | ------- |
| Anzahl der Personen | 27   | 28      |
| Unterschied         |      | +3,70 % |